# 李泰 (唐朝)
李泰（620年—653年1月20日），字惠褒，小字青雀，唐太宗第四子，母长孙皇后。雅好文学，擅書法，工於草行，集书万卷，是当时的书画鉴赏家。李泰才华横溢，聪敏绝伦，倍受宠爱，史载“宠冠诸王”，为太宗最宠爱的儿子。按惯例皇子成年后都应去封地，不得长驻京畿，但李泰因太宗偏爱，特许“不之官”。李泰好士爱文学，太宗就让他在府邸设置文学馆，任他自行引召学士，由于宠禄过骄，屡次遭到大臣的进谏阻扰。后因涉嫌与太子争位，太宗为免眾子重蹈自己起兵奪位的覆轍，為了达到让嫡子们共存，只好采取隔离政策，降封為顺阳郡王，徙居均州之郧乡县（今郧县），后进封濮王。高宗接位后，优惠有加，永徽三年（652年）死于郧乡。

## 生平
李泰是李世民与長孫皇后的次子。他出生时，李世民还是秦王。620年，封宜都王，621年，封衛王，過繼为早夭的叔父卫怀王李玄霸的后嗣。李世民登基后，李泰归宗。628年，改封越王、揚州大都督。631年，兼左武候大都督，633年，封鄜州大都督。634年，任雍州牧兼左武候大将軍。636年，改封魏王，领相州都督。贞观十二年（638年），奏请撰《括地志》，四年书成，修书五百五十卷。
贞观十七年（643年），太子李承因失宠而和吏部尚書侯君集共谋刺杀李世民，准备政变，事败之后被废。李世民有意立李泰为太子，已经当李泰面许诺了，李泰也表态，自己将来身后将杀掉自己的儿子，传位胞弟晋王李治，李世民很感动，但谏议大夫褚遂良却指出李泰此言有悖常理，说：“过分宠爱李泰是造成李承乾之祸的根源，要立魏王，就先把晋王处置了吧。”而李世民却不忍处置晋王，而长孙无忌等人也支持立晋王李治为太子。李泰又以汉王李元昌事恫吓与李元昌交好的李治，李治将此事告诉李世民，而被废的李承乾也坦承自己谋反是因为李泰对太子位有所图谋。于是李世民下定决心，带着李治驾临两仪殿，待群臣退朝后留下长孙无忌、房玄龄、李勣、褚遂良，说：“我三个儿子（指李承乾、李泰、李祐）一个弟弟（指李元昌）都做出这种（图谋帝位的）事来，我活着还有什么意思！”甚至作取佩刀自刺状，长孙无忌等上前抱持制止，夺下刀给李治，然后问李世民想立谁为储，李世民说想立李治，长孙无忌当即表示奉诏，于是李治被立为太子。
李泰对此并不知情，照常来见父皇，被囚于北苑，李世民下诏歷数李泰结党夺嫡之过，罢雍州牧、相州都督、左武侯大将军，废为东莱郡王、順陽郡王，迁均州郧乡。后来李世民说：“如果我立李泰为太子，等于说太子之位是可以通过经营得来的，这是给后世做示范。以后再有太子无道、藩王窥伺的，两个都废黜。”“如果立李泰为太子，李承乾和李治都活不成；如果立李治，李承乾和李泰都能保全。”647年，李泰被復封为濮王。
唐太宗驾崩前留下遗命，禁止李泰及其子李欣回京奔丧。继位的唐高宗在车服饮食方面予李泰以优待，允许他开府置僚属。永徽三年十二月，李泰死于郧乡。唐高宗追封为太尉、雍州牧，谥号恭。李欣嗣。
李泰著有《濮王泰集》二十卷，已失传。

## 评价
苏辙评唐太宗立太子：太子承乾既立十余年，复宠魏王泰，使兄弟相倾。承乾既废，晋王（李治），嫡子也，欲立泰，而使异日传位晋王，疑不能决，至引佩刀自刺，大臣救之而止。父子之间，以爱故轻予夺至于如此。

## 作品

### 括地志
《括地志》是一部大型地理著作，由魏王李泰主编。全书正文550卷、序略5卷。它吸收了《汉书·地理志》和顾野王《舆地志》两书编簒上的特点，创立了一种新的地理书体裁，为后来的《元和郡县志》、《太平寰宇记》开了先河。全书按贞观十道排比358州，再以州为单位，分述辖境各县的沿革、地望、得名、山川、城池、古迹、神话传说、重大历史事件等。征引广博，保存了许多六朝地理书中的珍贵资料。原书字数无考，今留傳《括地志辑校》四卷，约13万字。

### 文集
李泰另有《濮王泰集》二十卷，现已失传。《全唐文》有收錄他的一篇文章《请释法恭为戒师书》。

## 芙蓉园
贞观中，唐太宗把在长安城东南部，曲江南岸一带的原隋朝离宫芙蓉园赐给了儿子李泰，此园“居地三十顷，大唐芙蓉园周回十七里”，园中“广厦修廊，连亘屈曲，其地延袤爽垲，跨带原隰，又有修竹茂林，绿被冈阜，东坂下有凉堂，堂东有临水亭……”李泰去世后，高宗将此园赐给了太子，开元时唐玄宗作为御苑，这座御苑里，水边至南岸高地建有紫云楼、彩霞亭等仙山楼阁般的宏伟宫殿群。唐代著名画家李思训之子李昭道有写生图画传世，宋人有变体摹本一并保存至今。

## 都城之盛
贞观中，唐太宗在东都洛阳“并坊地”以赐儿子李泰大宅，且在合并坊地后李泰的宅邸还是占了“东西尽一坊”之地，另有“潴沼三百亩”，李泰为池，池与洛河之间，修建有堤以便人们来往，故名魏王池及魏王堤。魏王池与魏王堤古时被称为“都城之盛”，是文人墨客的游赏圣地。特别是每年春天，这里堤上杨柳依依，堤下河水清清，堤外湖水湖光水色，招来无数游人。文人墨客在这里赋诗咏叹（唐代韩愈、白居易、韦庄、刘禹锡、宋代施宜生、梅尧臣、邵雍等均留下了不朽的诗篇），还在这里举行“修禊”等活动。古时以来，形成一种民俗，即在农历三月上已日（魏以后固定为三月三日），到水边嬉游，以消除不祥。这就叫做“修禊”。魏王池与魏王堤，李泰因父亲的宠爱而得，而如此胜景，又是因魏王李泰之名而闻名于世。

## 三龛记
贞观十年，长孙皇后去世，其次子魏王李泰在龙门山宾阳洞开凿佛窟，为母求取冥福。于宾阳南洞正壁雕造了五尊大佛像，主尊阿弥陀佛高约8.20米，面相饱满，额方颐丰，颈部刻横纹二条，头作高肉髻，刻波状发纹。内着僧祗支，胸间束带，外披双领下垂袈裟。两侧侍立的二弟子高约5.80米，身披袈裟，双手合十，神情谦恭。外侧侍立的二菩萨高约6.50米，头戴高花蔓冠，颈下戴项圈，身披披帛和联珠纹璎珞，下身着百褶长裙，身体呈直筒状，立于莲台上。
《伊阙佛龛碑》又名《三龛记》、《褚遂良碑》，是李泰贞观十五年十一月在宾阳洞完成造像后镌刻的发愿文，碑文由中书侍郎岑文本撰文，谏议大夫褚遂良书丹，共计一千八百余字。此碑现存洛阳龙门西山宾阳中洞和南洞之间，虽名为碑，实为摩崖刻石，通高约5.00米、宽1.90米，是龙门石窟形制最大的摩崖碑刻，碑首上有蟠螭形浮雕，上有仿木结构的屋檐建筑，正脊两端配鸱尾，脊正中有迦陵频伽鸟，龟跌座首已残毁。关于该碑的记载，最早见于宋嘉佑六年欧阳修的《集古录》和赵明诚的《金石录》。传世墨拓以明代何良俊清森阁旧藏明初拓本为最佳，拓工精致、字口如新；比《金石萃编》所载犹多五十余字，1960年发现一宋代拓本，现均藏于北京图书馆。

## 家庭
李泰妃阎婉（622－690年），工部尚書阎立德之女，育有二子：
- 長子：李欣（633－685年？），字伯悦，嗣濮王、潁州刺史。
  - 孙：李峤，嗣濮王，国子祭酒。
- 次子：李徽（644－683年），字玄祺，贞观二十一年（647年）封顺阳县开国侯，永徽四年（653年），封新安郡王；永淳二年（683年）九月廿三日，死于郧乡县，时年40岁，嗣圣元年（684年）三月十四日，迁葬于马山。顺阳县开国侯、新安郡王。

## 家族墓
李泰家族墓地，位于湖北郧县城东1公里处的棒棰河西岸，唐代称此为马山，当地群众俗称此地为大李王坟、小李王坟。从已发掘的4座李唐王室家族墓群得知，墓主是李泰、阎婉、李欣、李徽。具有较高的科研价值。
李泰墓为砖室墓，由墓道、甬道小龛、墓室组成。1975年3月，湖北省博物馆会同郧阳地区及各县文物干部联合对李泰墓进行发掘。发掘时，发现此墓已被盗过，本次发掘共出土各类文物442件。其中，陶器99件、瓷器9件、银器13件、金器121件（重3102.35克）、玻璃器9件、石器7件、铁器2件、珍珠2件、水晶珠2件、铜器178件以及残存墓内壁画若干幅。县博物馆收藏225件。省博物馆收藏217件。其中，陶器42件、瓷器3件、铜器18件、银器11件、金器121件。具有较高的科研价值和陈列价值的文物品有陶俑、仪仗俑、乐队俑、金狮子、墓志铭等。
阎婉墓位於李泰墓西北隅。墓葬形制为长斜坡墓道的砖室，由墓道、过洞、天井、甬道、墓室组成。出土文物共34件，其中陶瓷器2件。其余为银铜器和铁器。银下颌托、铜境、壁画以及墓志铭，为研究唐代政治、文化提供了依据。
李欣墓由墓道、过洞、天井、甬道、墓室组成。此墓被盗2次，墓内大量积水，出土文物较少，主要有小铜马镫、鎏金小马镫、铜饰花片、石饰牌、白素珠、镏金开元铜钱等。具有科研价值的主要是墓志铭和壁画。
李徽墓为砖室墓，由墓室、甬道、墓道三部分组成。出土文物共82件，以陶瓷为主，次为铜器、铁器、少部分金、银、骨、蚌器。珍贵文物有三彩龙首杯、三彩瓶、三彩盂、三彩角杯、瓷砚、石熏、银勺、铁斧、陶甑以及墓志铭和壁画。

## 延伸阅读
[在维基数据编辑]
 在维基文库阅读此作者作品
 《舊唐書·卷76》，出自刘昫《舊唐書》
 《新唐書·卷080》，出自《新唐書》